# 西郷村 (長崎県)
西郷村（さいごうむら）は、長崎県の島原半島にあった村。南高来郡に属した。1956年（昭和31年）に北西隣の大正村と合併し、瑞穂村となった。
現在の雲仙市瑞穂町の東部、西郷地区にあたる。

## 地理
島原半島の北部に位置する。
- 山：吾妻岳、大峯
- 河川：西郷川、伊古牟田川、杉峰川、竹下川
- 港湾：西郷港

## 沿革
中世の西郷村は大河西郷（おおかわさいごう）と称され、後に大河の文字が取れ単に西郷と呼ばれるようになったとされる。また、後に西郷村と合併する事となる伊古村については、江戸時代は島原藩領と佐賀藩領との相給で、佐賀藩領分を「上伊古村」、島原藩領分を「下伊古村」と称した。上伊古村と下伊古村は明治初期に統合され、伊古村となった。
- 1889年（明治22年）4月1日 - 町村制施行により、西郷村と伊古村が合併し南高来郡西郷村が発足。
- 1912年（大正元年）10月10日 - 当村域に島原鉄道線の西郷駅が開業。
- 1956年（昭和31年）9月25日 - 大正村と合併して瑞穂村が発足し、西郷村は自治体として消滅。

## 地名
名を行政区域とする。西郷村は1889年の町村制施行時に2村が合併し発足した自治体であるが、大字（西郷・伊古）は設置していない。
但し大正時代の長崎県公報によれば、名の名称に大字を冠した記載が見られる。
なお、西郷村では名の名称を十干に置き換えて表記する。
大字西郷
- 甲 ／ 栗林名
- 乙 ／ 馬場名
- 丙 ／ 小賀口名[7]
- 丁 ／ 木場名
- 戊 ／ 杉峰名
- 己 ／ 古江名（ふるえ）
- 庚 ／ 船津名

大字伊古
- 辛 ／ 伊古名[8]

## 交通

### 鉄道
島原鉄道
- 島原鉄道線

（大正村） - 西郷駅 - （神代村）

## 名所・旧跡
- 杉峰城跡
- 尻無城跡

## 西郷村出身の著名人
- 原口要（鉄道技術者、都市計画技術者）